# Christian Eigner

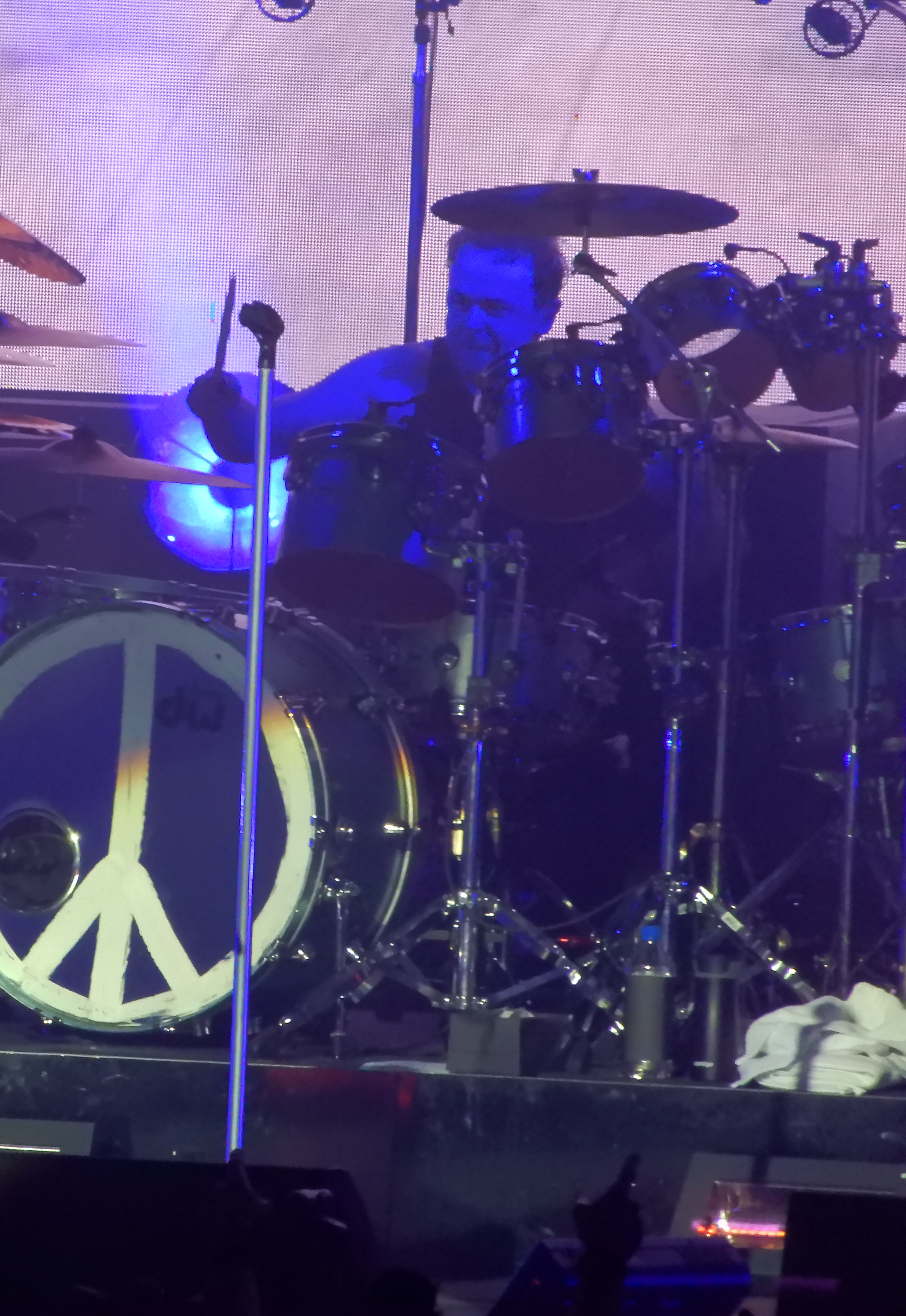
Christian Eigner (Depeche Mode) à Bordeaux en janvier 2018.

Christian Eigner (né le 3 mars 1971 à Vienne en Autriche) est un batteur et compositeur autrichien. Il a commencé la batterie à l'âge de 4 ans, et sa carrière professionnelle à 16 ans en partant en tournée avec divers artistes, dans des genres musicaux variés.

## Depeche Mode
Il accompagne le groupe Depeche Mode depuis 1997 en tant que batteur et a joué sur les albums Exciter, Playing the Angel et Sounds of the Universe ainsi que sur le single Only When I Lose Myself.  
Il a aussi coécrit les titres de Depeche Mode avec le chanteur Dave Gahan depuis 2005, plus particulièrement le single nommé aux Grammy Awards : Suffer Well extrait de l'album Playing the Angel. En 2013, Christian accompagne Depeche Mode sur la tournée mondiale qui suit la sortie de Delta Machine, le treizième album studio du groupe.

## Autres projets
Christian joue de la batterie sur des centaines d'albums, pour quantité d'artistes. Après avoir déménagé à Londres en 1995, Christian Eigner commence à travailler avec des musiciens et producteurs connus tels que David Clayton et l'équipe de production de Kerry Hopwood, utilisant la batterie acoustique même avec des artistes dits électroniques. En 1997 Christian Eigner entame sa collaboration avec Depeche Mode. C'est la première fois que le groupe fait appel à un batteur, ce qui correspond au moment où Christian Eigner développe son style propre en utilisant la batterie classique avec un traitement électronique.  
Plus récemment, Christian Eigner a collaboré avec Niko Stoessl sur le nouvel album Atlanta de Opien à l'écriture et à la production. 